# Program 1033

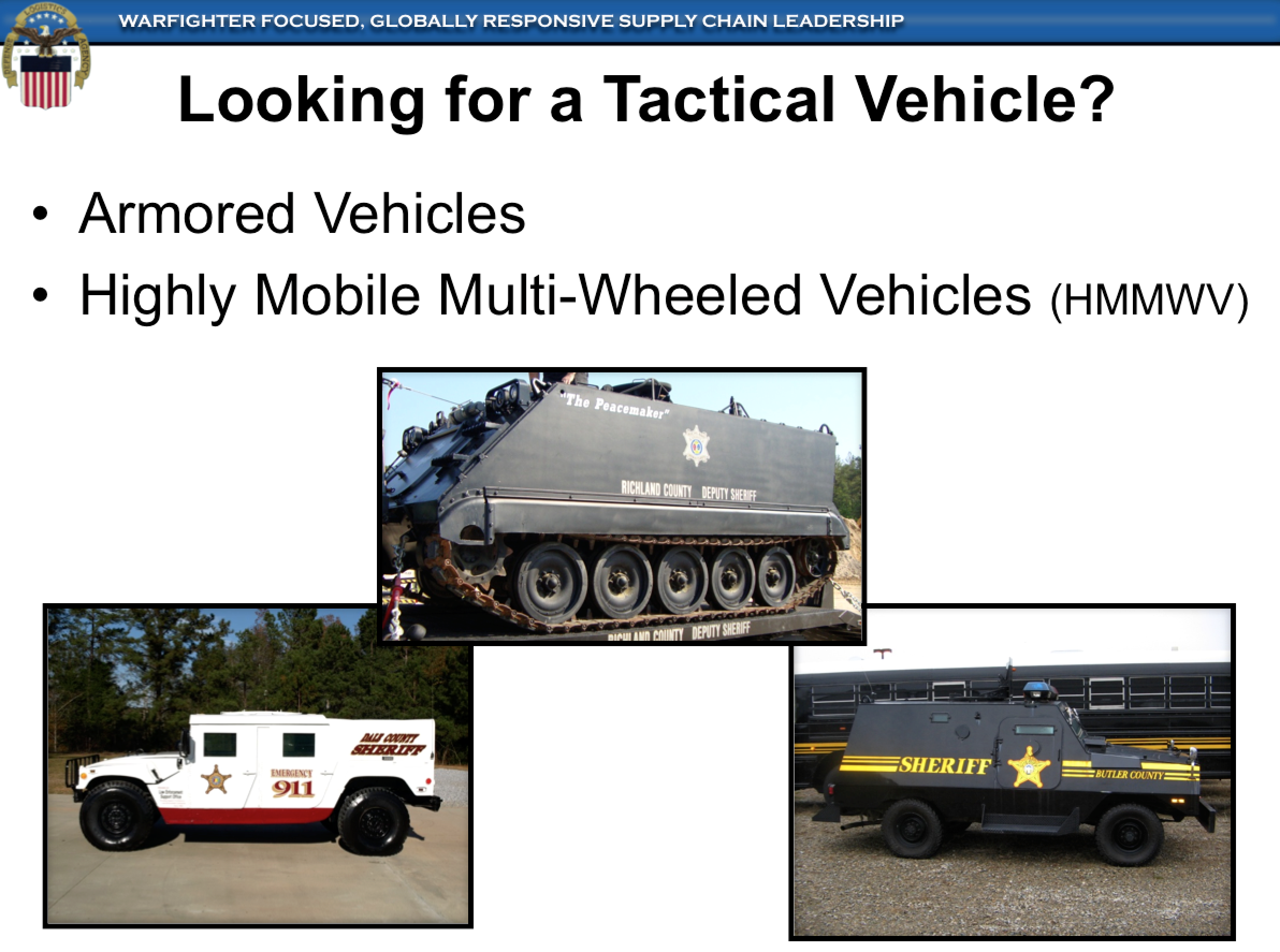
En sida i en informationsbroschyr om Program 1033.

Program 1033 är ett amerikanskt federalt program som gör det möjligt för USA:s polisväsen att ta över begagnad krigsmateriel och annan utrustning från USA:s väpnade styrkor. Programmet tillhandahålls och sköts av Law Enforcement Support Office (Leso), en avdelning inom den federala stödmyndigheten Defense Logistics Agency (DLA).
Mellan åren 1997 och 2022 hade USA:s väpnade styrkor skänkt krigsmateriel och utrustning till ett värde av mer än 7,6 miljarder amerikanska dollar till fler än 8 800 polismyndigheter, med toppnoteringen på nästan 450 miljoner dollar för år 2014.

## Historik

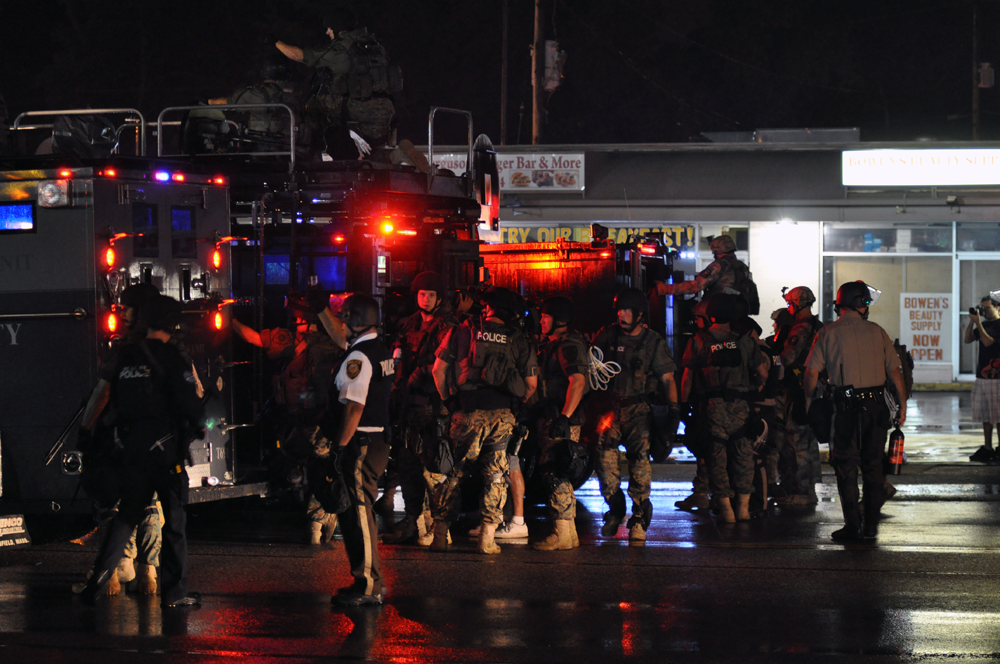
Swat-poliser och Mrap-fordon under kravallerna i Ferguson i Missouri, 2014.

Ett liknande program men mycket mer restriktivare hållning på vad polismyndigheterna kunde hämta ut var Program 1208 och introducerades 1990. 1997 drev USA:s kongress igenom den årliga lagen National Defense Authorization Act som bestämmer budgeten för USA:s försvarsdepartement. I 1997 års upplaga, gav lagen rätt till USA:s försvarsdepartement att upprätta ett federalt program med namnet Program 1033 och där man kunde skänka bort begagnad krigsmateriel och annan utrustning till polisiära myndigheter under mer friare tyglar. I och med åren gick skänktes allt mer från militären till de lokala polismyndigheterna runt om i USA och man förde inga register på de föremål som överfördes och de föremål som aktivt användes av polismyndigheterna. Det fick dock en vändning i och med kravallerna och oroligheterna som drabbade staden Ferguson i Missouri under augustimånad av 2014 efter att lokal polis hade skjutit ihjäl en obeväpnad afroamerikan. Där kablades det ut i nationell och internationell TV hur militariserad polisen var för att hantera kravallerna. Året efter signerade USA:s 44:e president Barack Obama (D) en presidentorder som stramade åt det federala programmet om att viss krigsmateriel och utrustning kunde inte överföras till polismyndigheter samt register uppfördes över aktiva föremål som var i användning, 2017 togs restriktionerna dock bort av USA:s 45:e president Donald Trump (R). Samma år gjorde myndigheten Government Accountability Office (GAO) en granskning av programmet och skapade en fejkad polismyndighet med tillhörande webbplats och leveransadress. Den fejkade polismyndigheten gjorde en begäran hos Leso för 1,2 miljoner dollar. Begäran bestod bland annat av bildförstärkare och material till att bygga rörbomber. Det tog mindre än en vecka för Leso att granska och godkänna begäran. Efter granskningen införde DLA att Leso måste utföra en mer djupare granskning och där bland annat kontakt måste upprättas mellan parterna, dock främst på federal nivå.

## Listor
Uppdaterat: September 2020. De som listas i tabellerna nedanför gäller enbart aktiva föremål som används av polismyndigheterna från 1993 när Program 1208 var aktiv och till och med mars 2020. Föremål som understiger ett totalt värde av 100 000 dollar är ej listade.
| Delstater      | Antal  | Värde           |
| -------------- | ------ | --------------- |
| Kalifornien    | 88 266 | $153,1 miljoner |
| Texas          | 46 610 | $144,0 miljoner |
| Tennessee      | 26 081 | $133,7 miljoner |
| Florida        | 12 195 | $105,6 miljoner |
| Arizona        | 8 442  | $93,9 miljoner  |
| Alabama        | 24 245 | $88,7 miljoner  |
| South Carolina | 47 076 | $76,3 miljoner  |
| Ohio           | 27 854 | $66,9 miljoner  |
| Georgia        | 31 868 | $62,8 miljoner  |
| North Carolina | 21 597 | $51,3 miljoner  |

| Föremål                             | Antal  | Värde       |
| ----------------------------------- | ------ | ----------- |
| Vapenmagasin                        | 86 028 | $1 219 713  |
| Automatkarbiner (5,56 × 45 mm Nato) | 54 131 | $24 370 601 |
| Rödpunktsikten                      | 45 214 | $15 744 354 |
| Automatkarbiner (7,62 × 51 mm Nato) | 12 244 | $1 763 564  |
| Värmekameror                        | 7 465  | $11 499 535 |
| Avsnörande förband                  | 6 713  | $265 492    |
| Integrerad radar på eldhandvapen    | 6 351  | $6 629 085  |
| Colt M1911-pistoler                 | 6 347  | $372 632    |
| Militärkläder                       | 6 311  | $126 849    |
| Elkablar                            | 6 104  | $289 943    |

| Föremål                             | Antal  | Värde        |
| ----------------------------------- | ------ | ------------ |
| Mrap-fordon                         | 1 099  | $744 488 353 |
| Nyttofordon                         | 2 711  | $184 198 572 |
| Flygplan                            | 13     | $98 736 000  |
| Obemannade markfordon               | 571    | $44 968 350  |
| Transporthelikoptrar                | 46     | $42 431 788  |
| Helikoptrar                         | 292    | $35 483 311  |
| Bildförstärkare                     | 3 155  | $31 859 862  |
| Automatkarbiner (5,56 × 45 mm Nato) | 54 131 | $24 370 601  |
| Lastbilar                           | 204    | $20 142 915  |
| Bildförstärkare (kikarsikte/kikare) | 2 331  | $19 930 413  |